# ألما - مارسو (مترو باريس)
ألما - مارسو (بالفرنسية: Alma – Marceau) هي محطة مترو تابعة لمترو باريس تقع في فرنسا في الدائرة الثامنة في باريس.[بحاجة لمصدر] سمي تيمنا ب pont de A'lma (جسر ألما) وشارع مارسو. افتتحت المحطة يوم 27 مايو 1923 من خلال تمديد خط من تروغاديغو إلى ساينت أوقستا. معركة ألما كانت نصرا فرنسيا بريطانيا ضد الروس في حرب القرم عام 1854، وقد حارب الجنرال «فرانسيسوس فرانسوا سيفرين مارسو» 1769-1796 الثورة في فيندي خلال الثورة الفرنسية.

## الأماكن ذات الأهمية
- توفيت ديانا، أميرة ويلز نتيجة لحادث زيارة في نفق تحت جسر ألما عام 1997
تم إرفاق منحوتة زواف إلى جانب أعلى النهر من جسر ألما، وقد قام الباريسيون بقياس عمق الفيضانات عن طريق ملاحظة نسبة التمثال الواقع تحت الماء
-بالقرب من المحطة، هناك ملهى ذا كريزي هورس صالون ومتحف الفن الحديث في مدينة باريس في بالاي دو توكيو (قصر طوكيو).
-يقع بلاس دو للما في الطرف الغربي من كور ألبرت وكور لارين، والتي تحتوي على بعض التماثيل التذكارية لشخصيات ترمز إلى العلاقات بين فرنسا وبلدان أخرى.
-نقطة بداية التقاء شبكات الصرف الصحي في باريس بجوار برج إيفل هي على الضفة اليسرى لنهر السين.

## تصميم المحطة
| مستوى الشارع |

| ب1 | الميزانين |

| منصات المسار 9 | المنصة الجانبية, ستفتح الأبواب على اليمين | المنصة الجانبية, ستفتح الأبواب على اليمين      |
| منصات المسار 9 | غربا                                      | ←}} نحو بونت دو سيفيغ (لينا)                   |
| منصات المسار 9 | شرقا                                      | ← نحو مايغي دو مونتغيول (فرانكلين د روزفيلت) → |
| منصات المسار 9 | المنصة الجانبية, ستفتح الأبواب على اليمين |                                                |

## المعرض

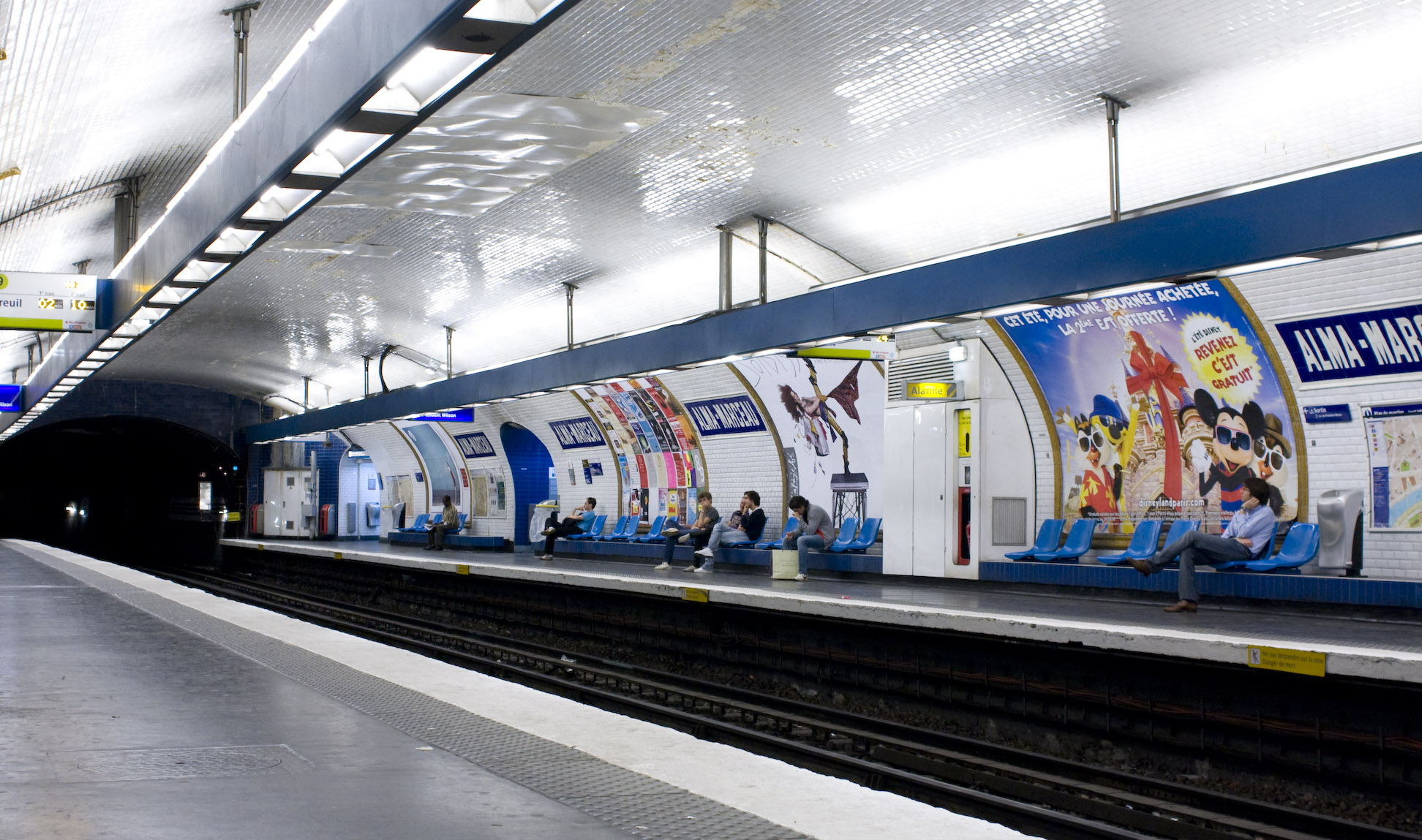
منصة المسار 9 في ألما – مارسو